# Gryet

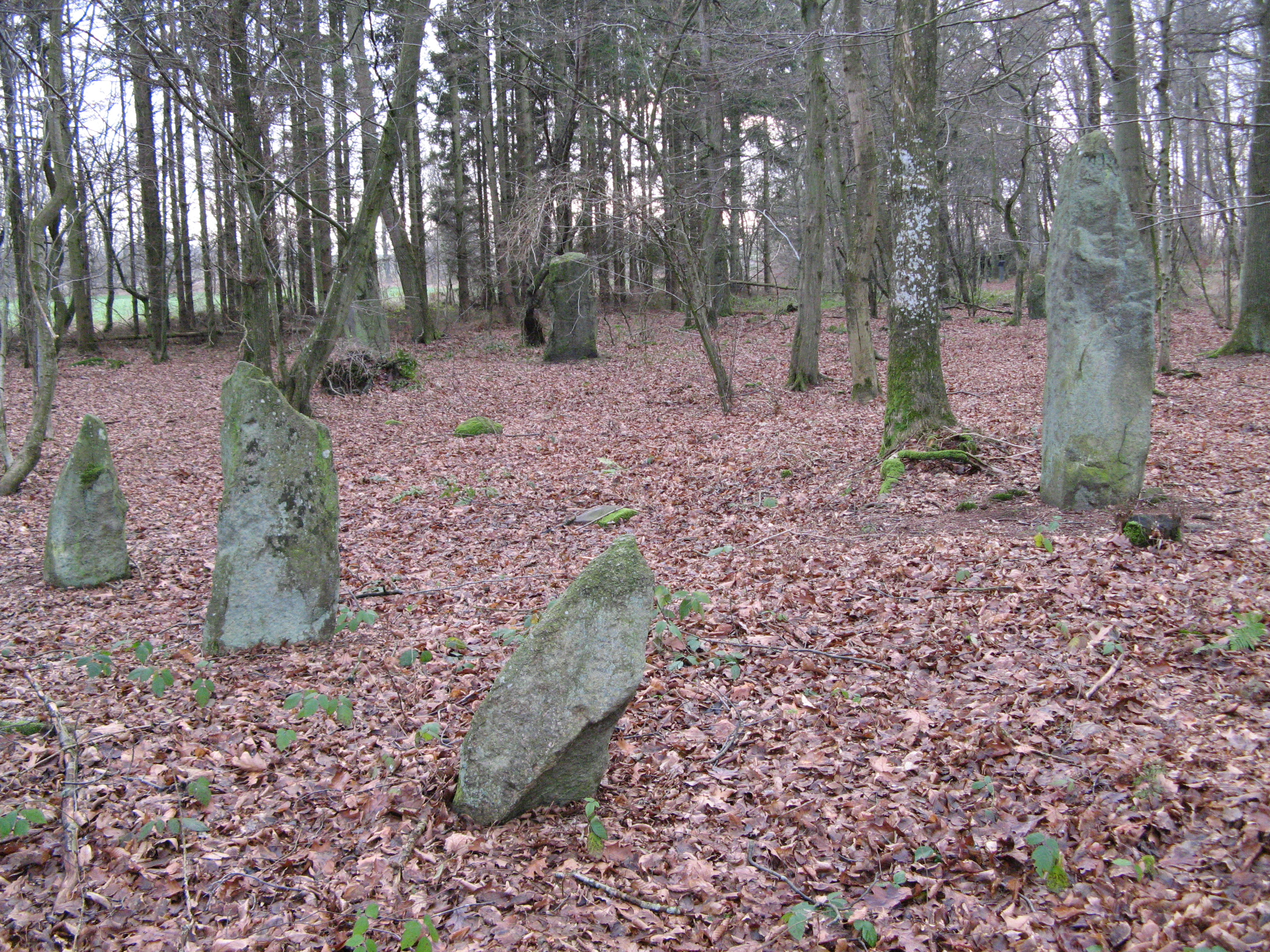
Gryets Bautastenen opgesteld in een kring

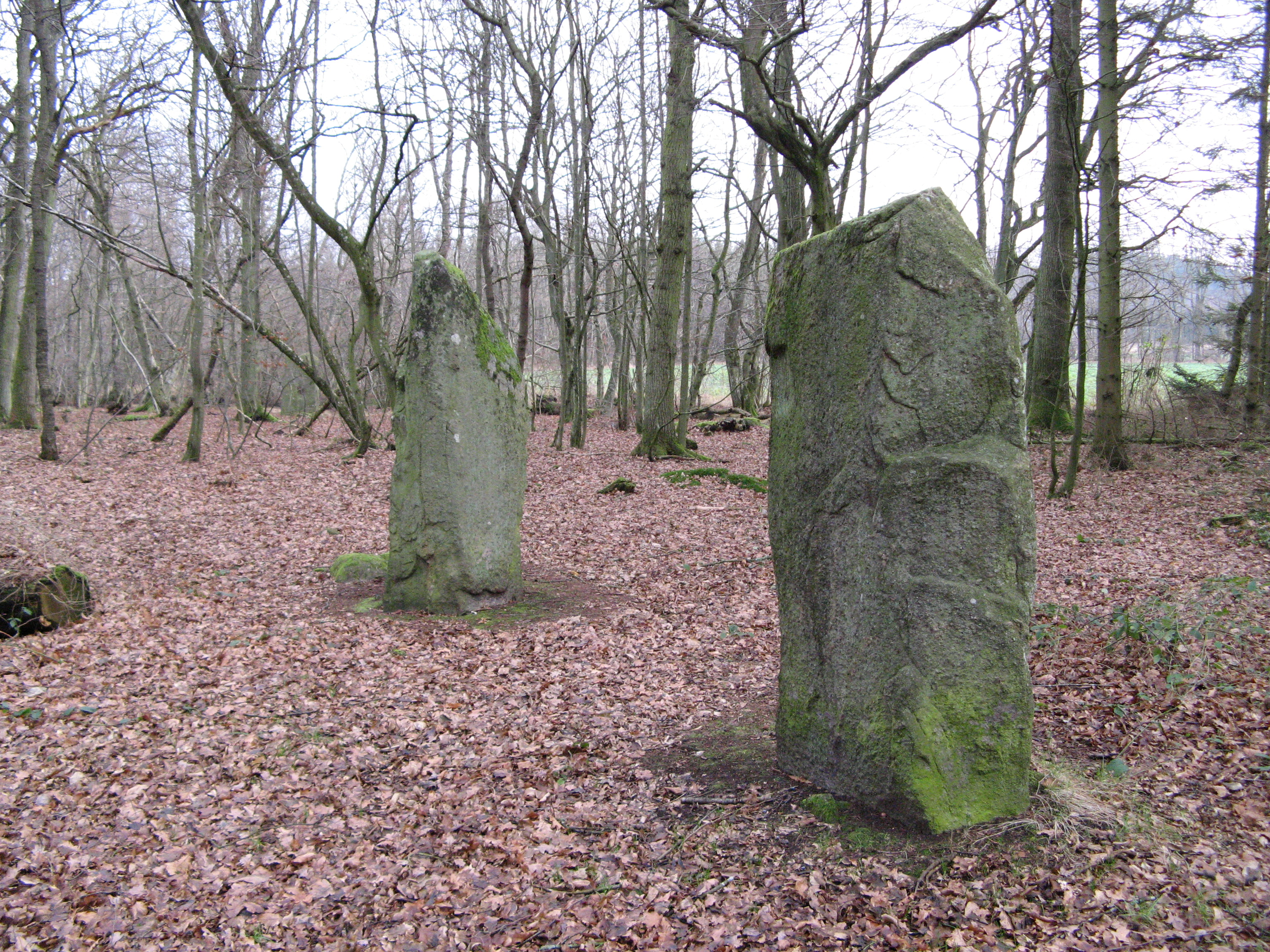
Gryets Bautastenen

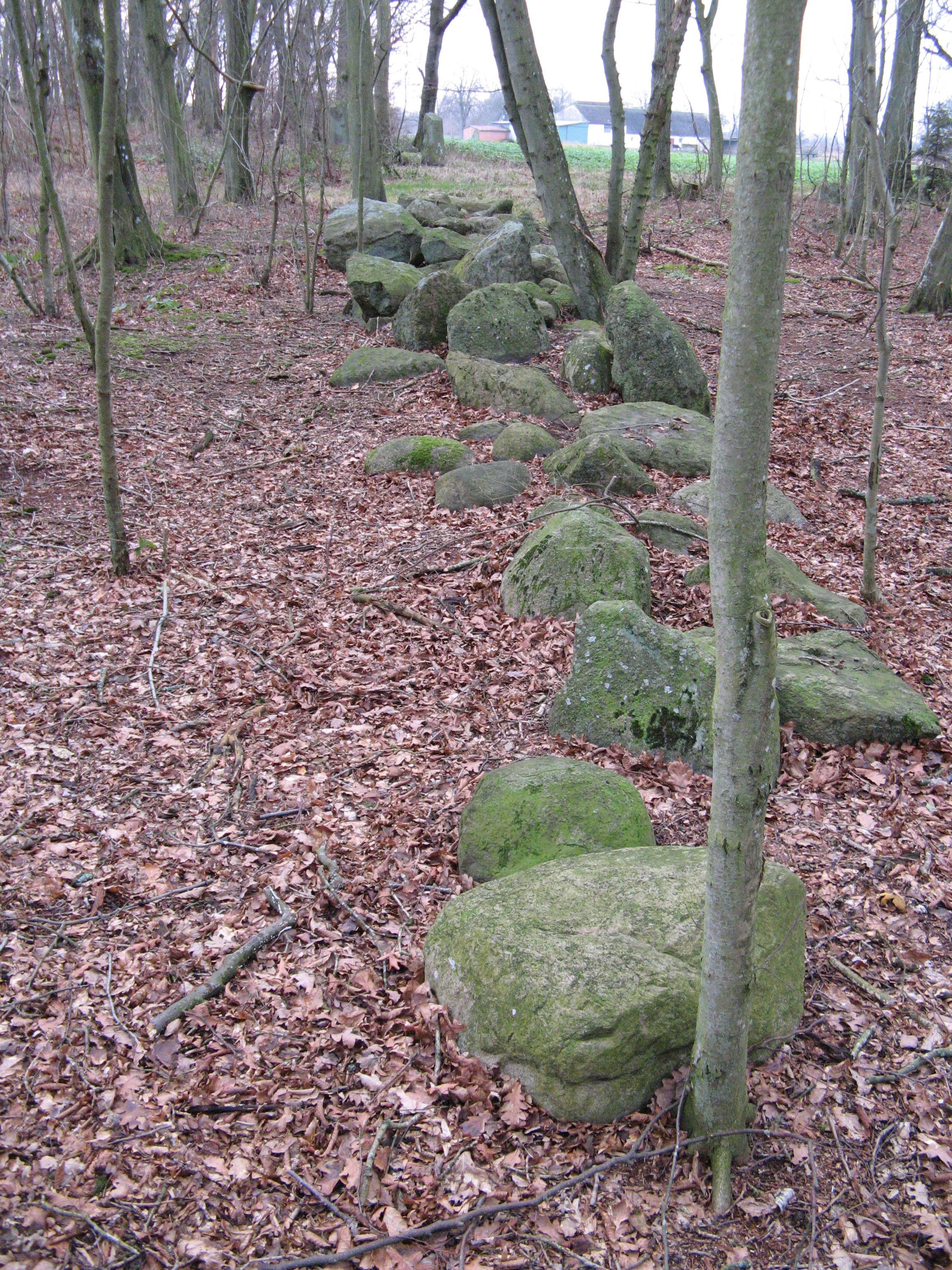
Gryets zwerfkeien in een rij

In Gryet (uit het Oudnoors Griut - de steengroep), in Bodilsker aan de Bjergegårdsvejen, ten noorden van de Rønnevej, 4 km ten westen van Nexø op het Deense eiland Bornholm, bevindt zich ter hoogte van Louisenlund bij Østermarie de op een na grootste verzameling van Bautastenen in Denemarken.

## Geschiedenis
67 van de oorspronkelijke 100 menhirs die zich in dit bos bevinden zijn er nog overgebleven. De stenen werden al in de ijzertijd rond 1000 v.Chr. als grafmarkeringen gebruikt, maar hoofdzakelijk tussen 400 en 900 n.Chr., de tijd van de Vikingen.
Vergeleken met de tot 5 meter hoge exemplaren op andere plaatsen in Scandinavië, zijn de Bautastenen die hier voorkomen van een geringere hoogte. Het is niet bekend of het bos als grafveld gebruikt werd of dat het bos pas later ontstond.
De groepsgewijze plaatsing van de stenen wijst op familie- en/of dorpsgraven. De verschillende opstellingen van de grafvelden in omliggende gebieden laat zien dat de graven van generatie op generatie gebruikt werden. Bij nieuw aangelegde graven respecteerde men kennelijk de markering van de oude graven, die in de oorspronkelijke opstelling bleven bestaan.
Bij archeologische onderzoekingen in 2011 werden nog andere grafvelden ontdekt die door gebruik van moderne landbouwmethoden ernstig beschadigd zijn geraakt. In een graf vond men de overblijfselen van een persoon met daarbij een uit bot vervaardigde kam als grafgift. Het moment van bijzetting wordt geschat op 375 tot 550 n.Chr. Een ander graf zou dateren uit 750 tot 900 n.Chr. Deze manier van begraven bleef sindsdien vele eeuwen bestaan.
Zuidwestelijk van de Gryet-velden bevindt zich een rij van zwerfkeien waarvan de betekenis onbekend is alsook een aantal grafheuvels.
In de omgeving van het bos werden sporen van nederzettingen uit dezelfde periode gevonden. Ook werden er twee historische wegen door het bos ontdekt, waarvan de ouderdom niet vastgesteld kon worden. Het Bautaveld is gelegen aan de Øle Å, de langste en waterrijkste rivier op Bornholm.
Zonder een reddingsactie in 1870 zouden vele, zo niet alle, Bautastenen in de Gryet niet meer bestaan hebben. Emil Vedel, de prefect van Bornholm, was geïnteresseerd in archeologie en deed onderzoek naar de geschiedenis van het eiland. Vedel zag dat de monolieten vernield werden en als materiaal voor wegenbouw gebruikt werden. Hij garandeerde de landeigenaren persoonlijk dat zij schadeloos gesteld zouden worden voor het onderhoud. In 1875 werd de Gryet, en daarmee ook de overgebleven Bautastenen, onder bescherming gesteld.
Bautastenen dienden ter markering van grafplaatsen, meestal na crematie. Ze dienden echter ook als gedenkplaatsen van overledenen (een grafteken of cenotaaf).
In de nabije omgeving liggen ook 3 zwerfkeien: de zgn. Døvrestenen, Svenskestenen en Troldestenen.

## Literatur
- P. V. Glob: Vorzeitdenkmäler Dänemarks. Wachholtz, Neumünster 1968, S. 194.

## Externe verwijzingen
- (da)  Gryet på Bornholm op danmarksnaturfond.dk